# Ekarahi
Ekarahi (nep. एकराही) – gaun wikas samiti w środkowej części Nepalu w strefie Dźanakpur w dystrykcie Dhanusa. Według nepalskiego spisu powszechnego z 2011 roku liczył on 906 gospodarstw domowych i 4744 mieszkańców (2518 kobiet i 2226 mężczyzn).